# Барлык (Восточно-Казахстанская область)
Барлык (каз. Барлық, до 2010 года — Печи) — село в Катон-Карагайском районе Восточно-Казахстанской области Казахстана. Входит в состав Коробихинского сельского округа. Код КАТО — 635445200.

## Население
В 1999 году население села составляло 486 человек (253 мужчины и 233 женщины). По данным переписи 2009 года, в селе проживало 397 человек (210 мужчин и 187 женщин).